# Пиерпаоло Пичоли
Пиерпаоло Пичоли (на италиански: Pierpaolo Piccioli) е италиански моден дизайнер.
Роден е през 1967 година в Нетуно край Рим. Завършва Европейския институт по дизайн и от 1989 година работи съвместно с Мария Грация Киури, първоначално за „Фенди“, а след 1999 година за „Валентино“. През 2008 година, малко след оттеглянето на Валентино Гаравани, двамата стават креативни директори на модната къща, а от 2016 година Пичоли заема сам тази длъжност.